# Um Lobo entre os Cisnes
Um Lobo Entre os Cisnes é um filme brasileiro drama biografico dirigido por Marcos Schechtman e Helena Varvaki, que é produzido pela TvZERO, coproduzido pela Globo Filmes, com distribuição da Vitrine Filmes. O longa é inspirado na historia de Thiago Soares. O filme participou do Cine Ceará, um festival brasileiro de cinema ibero-americano.

## Sinopse
Um Lobo entre os Cisnes conta a história de Thiago Soares, um garoto do subúrbio carioca que deixa para trás o hip hop e embarca no mundo do balé clássico. Sua história ganha rumos inesperados através da conturbada relação com seu mentor, o cubano Dino Carrera, que aprimora o talento de Thiago até ele atingir o estrelato ao se tornar o primeiro bailarino do Royal Ballet de Londres.

## Elenco
| Ator/Atriz          | Personagem    |
| ------------------- | ------------- |
| Matheus Abreu       | Thiago        |
| Alan Rocha          | Júlio         |
| Ester Dias          | Clara         |
| Rafael Fernandes    | Joca          |
| Augusto Madeira     | Doutor Marcos |
| Darío Grandinetti   | Dino          |
| Giullia Serradas    | Germana       |
| Margarida Vila Nova | Raquel        |
| Igor Fernandez      | Norberto      |
| Elvira Helena       | Lita          |
| Maria Paula Marini  | Letícia       |
| Guilherme Holanda   | Leandro       |
| Vinicius Rodrigues  | Neto          |
| Pablo Pacífico      | Zico          |
| Mirosmar Araújo     | Diego         |
| Marlon Sales        | Paulinho      |
| Yitzack Davi        | Teo           |
| Manoel Francisco    | Manoel        |
| Cridemar Aquino     | Tião          |

## Lançamento
O filme foi lançado em 10 de novembro de 2024, no Cine Ceará um festival de cinema ibero americano, onde recebeu o premio de  Melhor Atuação Principal (Matheus Abreu), Melhor Atuação Coadjuvante (Darío Grandinetti), Melhor Direção de Arte, Dina Salem Levy, diretora de arte do filme recebeu a premiaçao. A vitrine filmes distribuidora do filme lançou um teaser do filme em 11 de novembro de 2024.